# Yannick Mettler

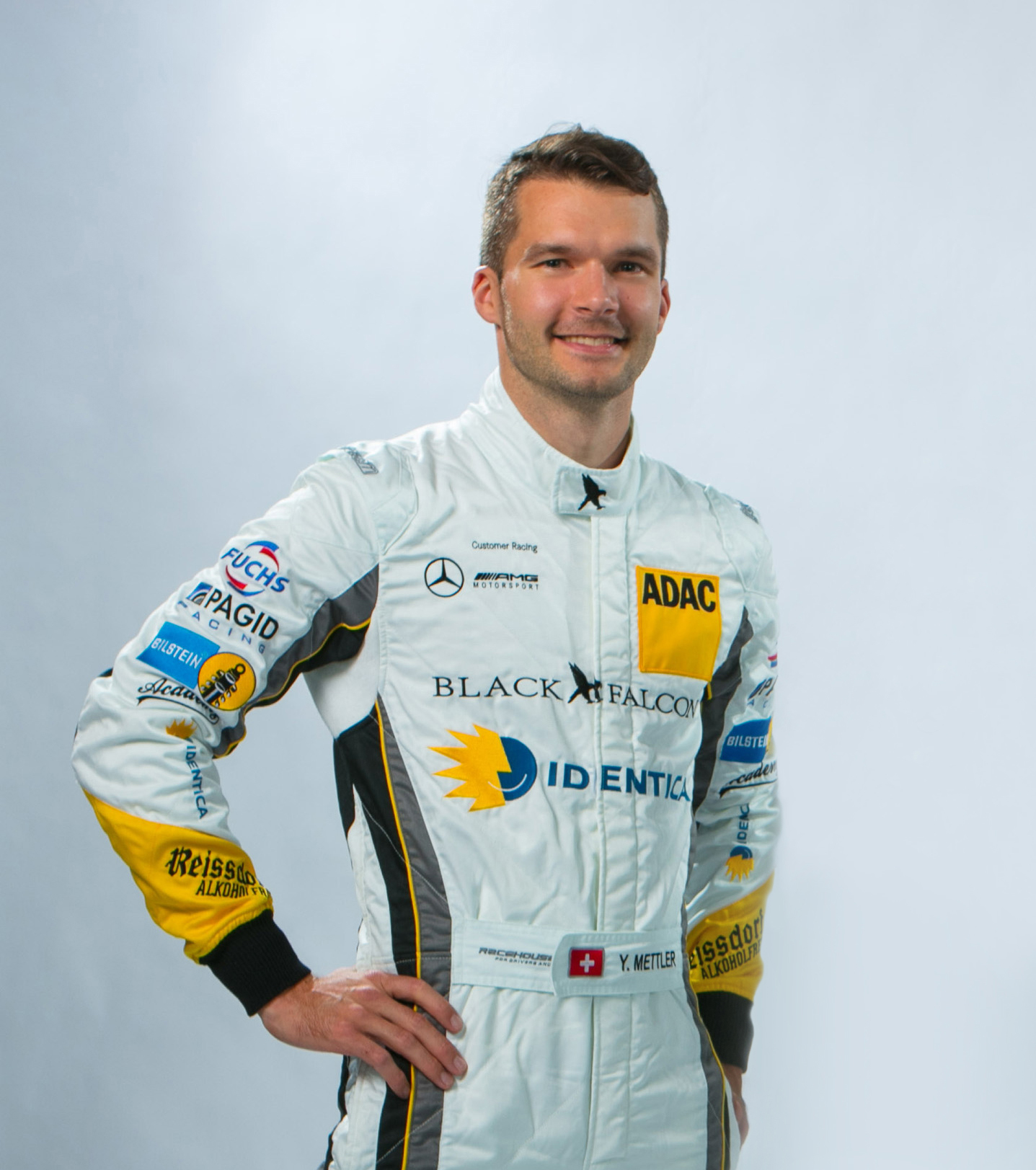
Yannick Mettler beim 24h-Rennen am Nürburgring (2019)

Yannick Mettler (geborener Amberg, * 26. Oktober 1989 in Luzern) ist ein Schweizer Rennfahrer.

## Karriere
Kartsport
Mettler begann seine Motorsportkarriere 2004 im Kartsport. Bis 2006 bestritt er nationale Kart-Rennen. 2007 bis 2008 gewann er je einen Rennlauf in der Schweizer Kartmeisterschaft und in der DKM (Kategorie KF2) und nahm erstmals an einer Europameisterschaft teil. 2008 gewann Mettler als Preis für den Swiss Kart Challenge Titel zudem einen Testtag mit einem Formel-Auto.
Formel-Klassen
Mit einem Start in der Formel Lista Junior Ende 2009 wechselte Mettler in den Formelsport. Mit zwei Siegen und insgesamt acht Podestplätzen in zwölf Rennen wurde er als bester Neueinsteiger mit dem Team Daltec Racing Vizemeister der Formel Lista Junior 2010. Ausserdem nahm er an vier Rennläufen der pazifischen Formel BMW teil, wobei er einmal in die Punkte fuhr. 2011 startete Mettler mit dem Team Bordoli Motorsport im Deutschen Formel-3-Cup, wo er an sieben von neun Rennen teilnahm. 2012 wechselt Mettler innerhalb des deutschen Formel-3-Cups zu Performance Racing. Zusammen mit dem Schwedisch-Englischen Team erzielte er einen Sieg, drei Podestplätze und zehn Top-5 Platzierungen.
Übergang Formel zu Tourenwagen
2013 ging Mettler an einzelnen Rennen nochmals für Performance Racing an den Start. 2014 orientierte er sich erstmals Richtung Prototypen. Dabei erzielte er bei zwei Gaststarts in der AvD Sports Car Challenge auf einem CN Prototyp (Division 2) einen Sieg und einen 2. Rang für die Wolf Racing Academy. Parallel dazu gewann Mettler 2014 ein Rennen im Legend Supercup (Silhoutten-Fahrzeug Serie) der Acceleration14 Meisterschaft.
Tourenwagen
2016 gab Mettler ein Doppel-Debüt im Tourenwagen- und Langstreckensport. Im BMW M235i Racing Cup startete Mettler für das Team FK-Performance in der VLN Langstreckenmeisterschaft. Mit Thorsten Wolter als Teamkollege erzielte er den 6. Gesamtrang im M235i Racing Cup und einen Podestplatz in der Cup5 Klasse der VLN. Sein erstes 24-Stunden-Rennen auf dem Nürburgring beendete Mettler gemeinsam mit Thorsten Wolter, Alex Lambertz und Patrick Hinte auf dem 4. Rang in der Cup5 Klasse.
2017 gewann Mettler mit dem Team FK Performance das 24-Stunden-Rennen am Nürburgring in der BMW M235i Racing Cup Klasse. In der VLN Langstreckenmeisterschaft erzielte er zwei weitere Podestplätze sowie viermal die schnellste Rennrunde. Insgesamt startete er während der Saison 2017 sechs Mal als Solist und sorgte dabei für einen der knappsten Zieleinläufe in der Geschichte der VLN. Ein weiteres mediales Highlight entstand durch ein Manöver, bei dem er während eines Rennlaufes einem Eichhörnchen auswich. In den restlichen drei Rennläufen teilte er das Cockpit mit Stef van Campenhoudt und Patrick Hinte. Die VLN Saison beendete Mettler am Ende mit vier technischen Ausfällen erneut auf dem 6. Gesamtrang.
2018 wiederholte er seinen Sieg beim 24-Stunden-Rennen am Nürburgring in der BMW Cup Klasse, diesmal jedoch mit dem Team Sorg Rennsport und den Teamkollegen Heiko Eichenberg, Tristan Viidas und Torsten Kratz. Darüber hinaus startete Mettler mit Sorg Rennsport erstmals bei den 24 Stunden von Dubai, welche er mit der schnellsten Rennrunde auf dem zweiten Rang in der BMW M235i Cup Klasse beendete.
2019 startete Mettler erneut bei den 24 Stunden in Dubai und gewann bei seiner Premiere auf einem VW Golf GTI TCR des Schweizer Teams Autorama Motorsport die TCR- sowie die Tourenwagen-Gesamtwertung.
Nach dem Sieg in Dubai folgte ein Aufgebot für die restlichen drei Rennen zur „24h Series Intercontinental“ Meisterschaft (Portimao, Barcelona und Texas). Ein weiterer Sieg bei den 24h von Portimao und ein dritter Rang beim Finale auf dem Circuit Of The Americas reichten Mettler am Ende zum Meisterschaftstitel in der Tourenwagen-Gesamtwertung, den er gemeinsam mit Landsmann Jerome Ogay erzielte. Autorama Motorsport gewann gleichzeitig die Teammeisterschaft und verpflichtete Mettler daraufhin für acht weitere Renneinsätze während 2020 und 2021.
Mettler beendete 10 der insgesamt 12 Einsätze mit Autorama Motorsport auf dem Podium, davon fünf Mal als Sieger. Er holte fünf Mal die schnellste Rennrunde und zwei Mal die Pole-Position, sowie den „24h Series European“ Vize-Meistertitel in der Tourenwagen-Gesamtwertung 2020.
Nachdem Autorama dessen Engagement nach drei erfolgreichen Jahren beendet hatte, wechselte Mettler 2022 innerhalb der TCR Klasse zum belgischen Team AC Motorsport, für welches er bei den 24h von Dubai abermals auf dem Podium stand (2. Rang Tourenwagen-Gesamtwertung).
GT Sport
Parallel zu den 24h-Erfolgen stieg Mettler 2018 innerhalb der VLN in die GT4-Klasse auf. Mit neun Top-2 Resultaten in neun Rennen gewann er mit Teamkollege Heiko Eichenberg die Meisterschaft auf einem BMW M4 GT4 von Sorg Rennsport. Insgesamt siegte das Duo fünf Mal und holte sich drei Mal die Pole-Position.
Durch weitere Top-2-Platzierungen bei Gaststarts, darunter das 24-Stunden Qualifikations-Rennen (Klasse V4) und der NES 500 Lauf am Nürburgring, beendete Mettler alle 13 Rennen dieser Saison auf dem Podium.
2019 folgte der Aufstieg in den GT3 Michelin Le Mans Cup auf einem Mercedes-AMG GT3 des Teams CBRX by SPS automotive performance. Gemeinsam mit Teamkollege Dexter Müller erzielte Mettler beim Saisonauftakt in Le Castellet ein erstes Podium (2. Rang).
Mit einem weiteren Podium in Portimao reichte es dem Schweizer PRO/AM-Duo am Ende zum 5. Rang in der Meisterschaft. Im Rahmen des Michelin Le Mans Cups nahm Mettler zudem an den Rahmenrennen "ROAD TO LE MANS" teil, welche unmittelbar vor dem 24-Stunden-Rennen von Le Mans auf dem Circuit des 24 Heures ausgetragen werden.
Parallel bestritt Mettler weitere Rennen auf der Nürburgring Nordschleife mit dem Team Black Falcon. Unter anderem siegte er zum dritten Mal in Folge bei den 24 Stunden am Nürburgring (diesmal in der GT4-Klasse) und erstmals auch beim 24-Stunden Qualifikations-Rennen (hier in der offenen GT4-Klasse SP8T). Des Weiteren sprang ein zweiter Rang beim dritten Lauf zur VLN in der SP8T Klasse heraus.
In der durch die Corona-Pandemie geprägten Saison 2020 startete Mettler erstmals in der International GT Open. An der Seite von Teamkollege Fabrizio Crestani bestritt er im Bentley Continental GT3 fünf der insgesamt sechs Veranstaltungen für das italienische Team Lazarus. Ein Event musste die Mannschaft aufgrund logistischer Probleme zwischen England und Europa auslassen. Mettler und Crestani erreichten dennoch den vierten Gesamtrang in der Meisterschaft und erzielten in Monza einen historischen ersten Sieg für Bentley in der GT Open. Nebst vier weiteren Podiumsplatzierungen erzielten beide Fahrer zudem je eine Pole-Position in der Gesamtwertung (PRO). Nachdem Bentley Ende 2020 dessen Rückzug aus dem Werkssport ankündigte, wurde das Programm nicht fortgeführt.
In eine neue gemeinsame Mission startete Mettler 2021 mit dem Team SPS automotive performance: Innerhalb der Silver-Cup-Wertung trat er mit den beiden Nachwuchspiloten Jordan Love und Miklas Born in der GT World Challenge Europe an. Mit einem Top-5-Finish bei den 24h von Spa erzielte das Trio ihr bestes Resultat der Saison. Ihre erste World Challenge Endurance Saison beendeten die drei Mercedes-AMG GT3 Piloten schliesslich auf dem 18. Rang.
2022 kehrte Mettler mit CBRX by SPS automotive performance und Teamkollege Dexter Müller in die GT Open zurück. In der PRO/AM Wertung erzielte das Duo bis zur Saisonhalbzeit zwei Podestplätze.
Parallel zur GT Open startete Mettler erstmals in der SP9 (GT3) beim 24h-Rennen am Nürburgring. Für Schnitzelalm Racing trat er gemeinsam mit Marek Böckmann, Kenneth Heyer und Johannes Stengel in der PRO/AM Klasse an. Nach einem erfolgreichen Einstand beim „24h Qualifiers 2022“ (10. Gesamtrang, 2. Rang in der PRO/AM Wertung) blieb dem Quartett beim 24h-Rennen jedoch die Zielankunft verwehrt. Nach 7 Rennstunden fiel die Mannschaft durch einen Unfall aus.

## Auszeichnungen
2007: Casco di Bronzo
2012: Ravenol Media Award

## Persönliches
Von 2004 bis 2009 besuchte Mettler das Gymnasium Luzern und von 2011 bis 2016 studierte er Maschinenbau an der ETH Zürich.

## Karrierestationen
| Kartsport, Formel & Proto                                                                                          | BMW M235i Racing Cup                                            | GT | TCR |
| - 2004–2009: Kartsport - 2010: Formel Lista Junior - 2011–2013: Deutsche Formel 3 - 2014: AvD SCC + Acceleration14 | - 2016–2017: VLN - 2016–2018: 24h Nürburgring - 2018: 24h Dubai | - 2018: VLN (GT4) - 2019: Michelin Le Mans Cup (GT3 PRO/AM) - 2019: VLN / 24h Nürburgring (GT4) - 2020: GT Open (GT3 PRO) - 2021: GT World Challenge Europe (GT3 SILVER CUP) - 2022: GT Open (GT3 PRO/AM) - 2022: 24h Nürburgring (GT3 PRO/AM) | - 2019: 24h Intercontinental Series (Dubai, Portimao, Barcelona, Austin) - 2020: 24h Dubai + 24h European Series (Portimao, Monza, Hockenheim, Mugello) - 2021: 24h Series (Dubai, Paul Ricard, Hockenheim) - 2022: 24h Series (Dubai, Spa) |